# Eunica amelia
Eunica amelia är en fjärilsart som beskrevs av Pieter Cramer 1779. Eunica amelia ingår i släktet Eunica och familjen praktfjärilar. Inga underarter finns listade i Catalogue of Life.

## Bildgalleri

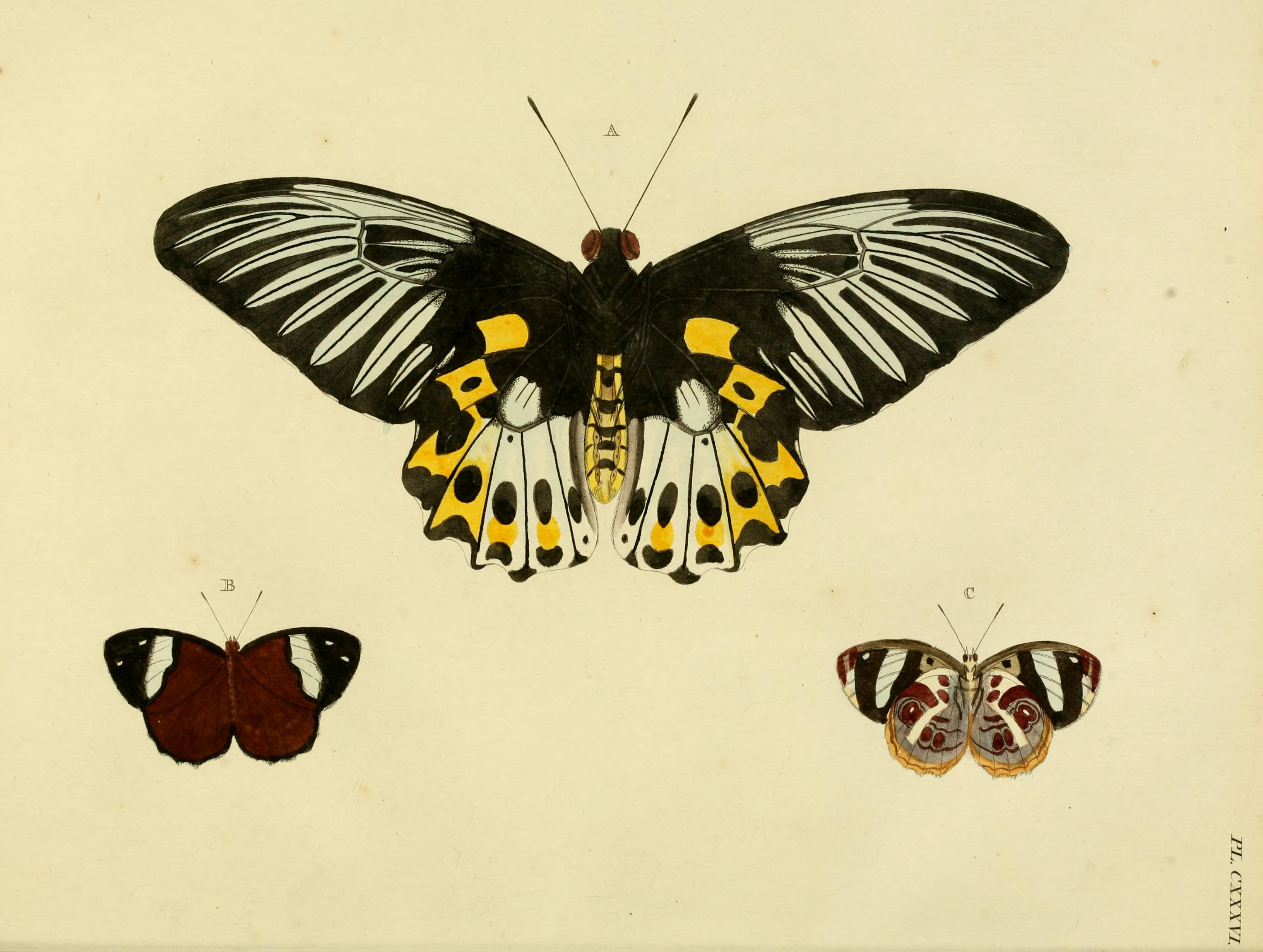
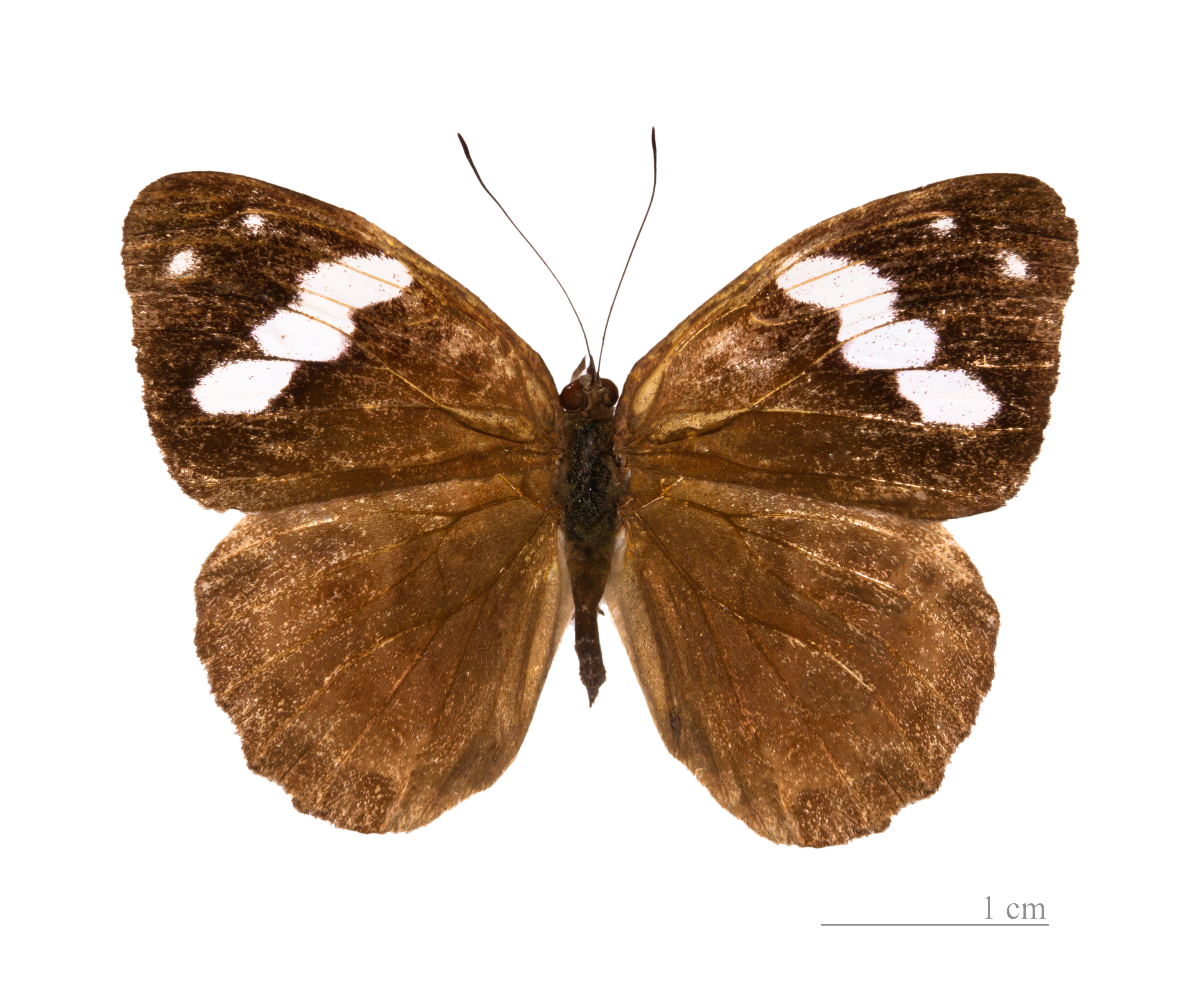
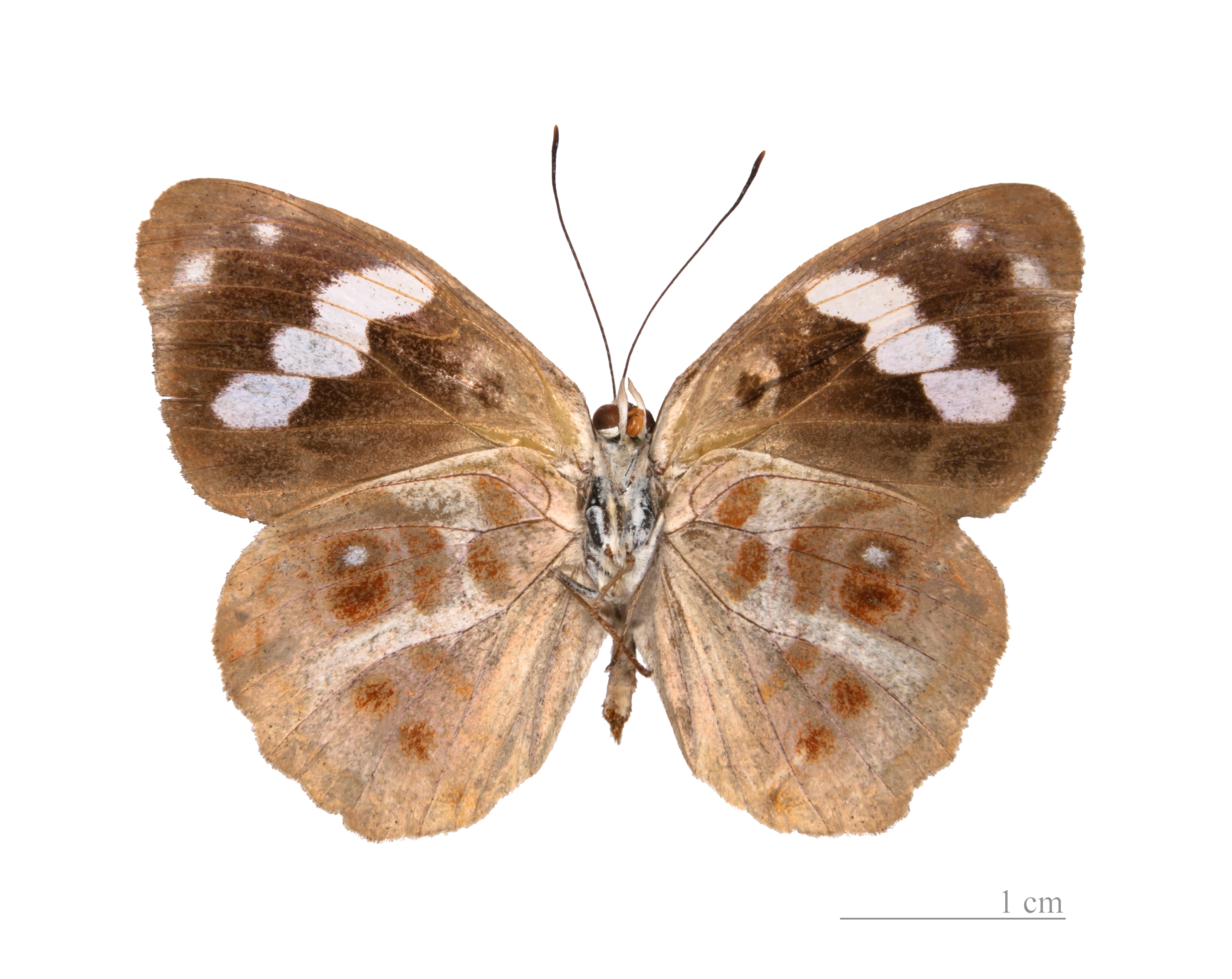
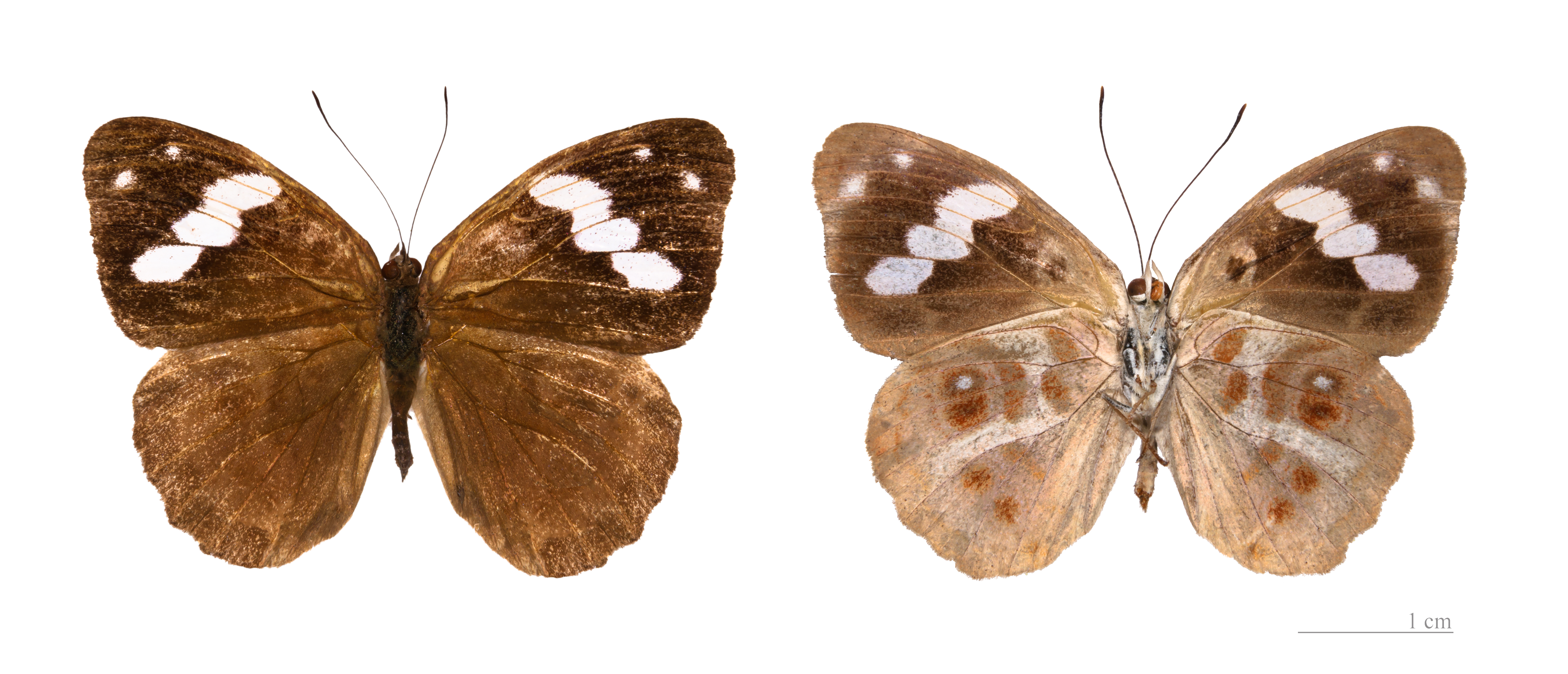